# Marc-André Cratère
Marc-André Cratère, né le 3 février 1973 au Robert en Martinique, est un escrimeur handisport français.

## Carrière
Voulant séparer deux personnes d'une bagarre en 1995, il reçoit un coup de machette aux genoux et devient paraplégique à 22 ans. En 2004, il rencontre un maitre d’arme qui le convertit à l’escrime. Ce sport le séduit d’emblée. 
De 2004 à 2012, il remportera beaucoup de titres en championnat de France, d’Europe ainsi que sur le circuit Coupe du monde, tant en sabre qu’à l’épée et ne quittera plus les sommets des podiums durant ces années. 
Ces dernières années riches en résultats lui permettent en 2008, parallèlement à sa carrière de sportif de haut niveau, de rejoindre le dispositif Athlètes SNCF en tant qu’agent commercial voyageurs à Paris Rive Gauche. 
La consécration arrive aux Jeux paralympiques d'été de 2012 à Londres où il monte sur la deuxième marche du podium.
L'année 2018 de Marc-André Cratère est marquée par une médaille de bronze en équipe aux Championnats du Monde à Tbilissi et par une médaille d'argent en équipe aux Championnats d'Europe à terno.
Il parle couramment le français et le créole.

## Palmarès

### Jeux paralympiques
- 2012 à Londres,  Angleterre
  -  Médaille d'argent au sabre.
- 2008 à Pékin,  Chine
  - 4e au sabre et à l'épée

### Championnats du monde
- 2018 à Tbilissi,  Géorgie
  -  Médaille de bronze à l’épée en équipe
- 2011 à Catane,  Italie
  -  Médaille d'or au sabre
- 2010 à Paris,  France
  -  Médaille d'or au sabre et à l'épée
- 2006 à Turin,  Italie
  -  Médaille d'or au sabre et à l'épée

### Coupe du monde
- Médaille d’or au classement général à l’épée – 2011
- Médaille d’or au classement général au sabre – 2010
- Médaille d’or au classement général au sabre et à l’épée – 2009
- Médaille d’or au classement général à l’épée – 2008 ·
- Médaille d’or au classement général au sabre et à l’épée – 2007 ·
- Médaille d’or au classement général au sabre et à l’épée  - 2006

### Championnats d'Europe
- 2018 à Terni,  Italie
  -  Médaille d'argent à l'épée par équipe
- 2016 à Turin,  Italie
  -  Médaille d’or au sabre par équipe
  -  Médaille d’argent à l'épée individuel
  -  Médaille d’argent à l'épée par équipe

- 2014 à Strasbourg,  France
  -  Médaille d’or à l’épée par équipe
  -  Médaille d’argent au sabre par équipe
- 2011 à Sheffield,  Angleterre
  -  Médaille d’or au sabre et à l’épée
- 2009 à Plovdiv,  Bulgarie
  -  Médaille d’or au sabre et à l’épée
- 2008 à Kiev,  Ukraine
  -  Médaille d’or au sabre et à l’épée

### Championnats de France
- Médaille d’or à l'épée – 2014 ·
- Médaille d’or au sabre – 2013 ·
- Médaille d’or à l’épée – 2011 ·
- Médaille d’or au sabre DOISY David Argent Cratère
- Médaille d’or au sabre et à l’épée – 2009 ·
- Médaille d’or au sabre et à l’épée – 2008 ·
- Médaille d’or au sabre et à l’épée – 2007 ·
- Médaille d’or au sabre et à l’épée - 2006

## Distinctions
- Chevalier de l'ordre national du Mérite (décret du 31 décembre 2012)[5]